# سيدريك دوليفو
سيدريك دوليفو (بالفرنسية: Cédric D'Ulivo)‏ هو لاعب كرة قدم فرنسي في مركز الدفاع، ولد في 29 أغسطس 1989 في مارسيليا في فرنسا. لعب مع أولمبيك مارسيليا وزولته فاريجيم وفاسلاند بيفيرين ونادي أجاكسيو ونادي كاسي كارنو.

## وصلات خارجية
- سيدريك دوليفو على موقع قاعدة بيانات كرة القدم.إي يو (الإنجليزية)
- سيدريك دوليفو على موقع Soccerway.com (الإنجليزية)